# Administración de Ferrocarriles del Estado
s
A Administración de Ferrocarriles del Estado (AFE), é a empresa estatal do Uruguai, encarregada da operação do transporte ferroviário e da manutenção da rede ferroviária uruguaia.

## História
Em 31 de dezembro de 1948 o parlamento uruguaio aprovou o projeto para a aquisição de ferrovias estrangeiras no país, tornando-se parte da dívida de 17 milhões de libras do Reino Unido com o Uruguai devido às aquisições feitas durante a Segunda Guerra Mundial. Em 31 de janeiro de 1949 foi consumada a nacionalização das ferrovias Central Uruguay Railway Limited (CUR) , Midland Uruguay Railway , North Western Uruguay Railway e North Uruguay Railway. Em agosto, o poder executivo propôs a Assembleia Geral do Uruguai acriação de um órgão chamado de Administración de Transportes Terrestres del Estado (ATTE), com as seguintes características:
- Monopólio do transporte de pasageiros e carga por via terrestre;
- Exploração e manutenção da rede ferroviária;
- Exploração dos serviços rodoviários utilizando as rodovias construídas e mantidas pelo Ministério de Transporte e Obras Públicas.

O monopólio seria efetuado gradualmente através da nacionalização de empresas privadas. A proposta foi baseada na necessidade de evitar a concorrência desleal. Dadas as dificuldades de sua aprovação, o governo decidiu não prosseguir e aceitar que o novo órgão limitasse as suas funções para a operação do transporte ferroviário. Entretanto, entre 31 de janeiro de 1949 e 19 de setembro de 1952, o país rmantinha duas empresas ferrovias estatais, o Ferrocarril Central del Uruguay para as empresas nacionalizadas os Ferrocarriles e Tranvías del Estado, que continuaram a frente de suas antigas operações. A fusão das duas empresas foi efetuada com a criação da Administración de Ferrocarriles del Estado (AFE) em 19 de setembro de 1952.
O monopólio iria se efetuando progressivamente por meio de expropriação de empresas privadas. A proposta se baseava na necessidade de evitar uma competição danosa. Tendo em vista as dificuldades de sua aprovação, o Executivo decidiu não insistir e aceitar que a nova entidade limitava suas funções a exploração do transporte ferroviário. Enquanto isso, entre 31 de janeiro de 1949 e 19 de setembro de 1952, o país manteve duas administrações ferroviárias estatais: A Ferrocarril Central del Uruguay para as companhias nacionalizadas e os FFCC e trens do estad, que continuavam mantendo suas antigas operações. A fusão de ambas as empresas se realizou com a criação da "Administración de Ferrocarriles Del Estado" (A.F.E.) em 19 de setembro de 1952.

## Marco legal
A lei da criação da AFE foi revogada e substituída por outra, a Lei Nº 14.396 de 10 de julho de 1975, que é a carta orgânica vigente desde então. Os Artigos principais são:
Art. 1º. A administração Ferroviária do Estado é um serviço comercial descentralizado em forma de entidade autônoma.

Art. 3°. Compete a AFE:
- A) Realizar serviços de transporte de passageiros, cargas e encomendas por via férrea em todo o territorio da República.
- B) Explorar diretamente ou por concessionários os serviços de bar, restaurante, publicidade, venda de artigos de interesse para os viajantes e outros de caráter complementar ou acessório.
- C) Construir, modificar e conservar diretamente, ou por contrato suas linhas férreas, material rodante e obras de exploração acessoriais, assim como adquirir todos os elementos necessários para o cumprimento de seus fins.
- D) Contratar, na medida em que requera a prestação de um serviço ferroviário determinado, os complementos de transporte coletivo de passageiros, cargas e encomendas. No caso de não ser possível os complementos a contratação não poderá, por resolução fundada e voto unanime dos componentes do Diretório, realizar diretamente o serviço, de acordo com as disposicões municipais para a materia, com autorização prévia do Poder Executivo.
- E) Subscrever, com autorização prévia do poder Executivo, convenios de interconexão ferroviária internacional.
- F) Propor ao Poder Executivo aos efeitos da sanção das leis respectivas, a construção ou supressão de línhas férreas ou novos traçados das existentes.

Em 1992, mediante o artigo 249 da lei Nº 16.320, se modificou a parte F) da carta orgânica:
Art. 249. Substitui-se literalmente F) do artígo 3º do decreto-lei Nº 14.396, de 10 de julho de 1975, pelo seguinte:

F) Retirar e repor material ferroviário (vias, etc.) quando considerar conveniente, mantendo sempre um traçado para os destinos previstos para a linha afetada. Nestes casos a AFE gozará dos direitos e deveres inerentes a sua qualidade a respeito desta linha. Esta medida deverá ser adotada mediante resolução fundada de Diretório aprovada pelo voto conforme tres de seus membros, com autorização do Poder Executivo, Que dará conta dele a Asembleia Geral.

Logo houve mais modificações, que são as seguintes:
* Lei Nº16.462 - Art. 271: Incorpora-se no giro de todos os entes autônomos e serviços descentralizados prestar serviços de acessoria e assistência técnica, nas áreas de suas respectivas especialidades, tanto no território da repúblico como no exterior. A tais fins podem associar-se de forma acidental ou permanente com outras empresas públicas ou privadas nacionais ou estrangeiras, assim como contratar ou subcontratar com elas a complementação de suas tarefas.

- Lei Nº16.462 - Art. 272: Os Entes Autônomos e Serviços Descentralizados do domínio Industrial e comercial do Estado poderão com autorização prévia do poder Executivo, com informe do Banco Central do Uruguai, emitir obrigações ou desventuras para financiar projetos de inversão, de acordo com o previsto nos artigos 434 a 440 da lei nº 16.060 de 4 de setembro de 1989. No que for pertinente.

- Lei Nº16.763 - Art. 752: É facultado a A.F.E. com a aprovação prévia do Poder Executivo, a outorgar, sob o regime de concessão, a realização de obras e prestação de serviços ferroviários, devendo-se prestar contas a Assembleia Geral dentro de dez dias seguintes a ajudicação da mesma.

- Lei Nº 17.243 - Art. 21: O poder Executivo poderá autorizar a utilização das vías férreas por arte de empresas que cumpram com os requisitos técnicos e abonem a administração de ferrovias no Estado, desde que se estabeleça a regulamentação.

- Lei Nº17.930 - Art. 206: Autoriza-se a A.F.E. a participar de uma sociedade anonima a ser constituída pela Corporación Nacional para el Sesarrollo, de acordo com o disposto no artigo 11 da lei nº 15.785 de 4 de dezembro de 1985, para o transporte de cargas de modo ferroviário (incisos terceiro y quarto do artigo 188 da Constitução da República).- A dita sociedade poderá intervir na reabilitação da infra-estrutura ferroviária e também poderá adquirir material rotativo. - A A.F.E. participará da direção da empresa.

- O Poder Executivo regulamentará este artigo dentro do prazo de cento e oitenta dias, a partira da promulgação da presente lei, prestando contas a Assembleia Geral.

- Lei Nº17.243 - Art. 28: Artigo 4° A direção técnica e administrativa do organismo será exercida por um diretório de três membros, designados conforme disposto pelo artigo 187 da Constituição da República.

- Lei Nº17.243 - Art. 32: Nos casos em que as disposições da presente requeram maiorías especiais por parte do diretório, terão por cumpridas as mesmas com o voto conforme a maioria absoluta do total de seus componentes.

## Atualidade

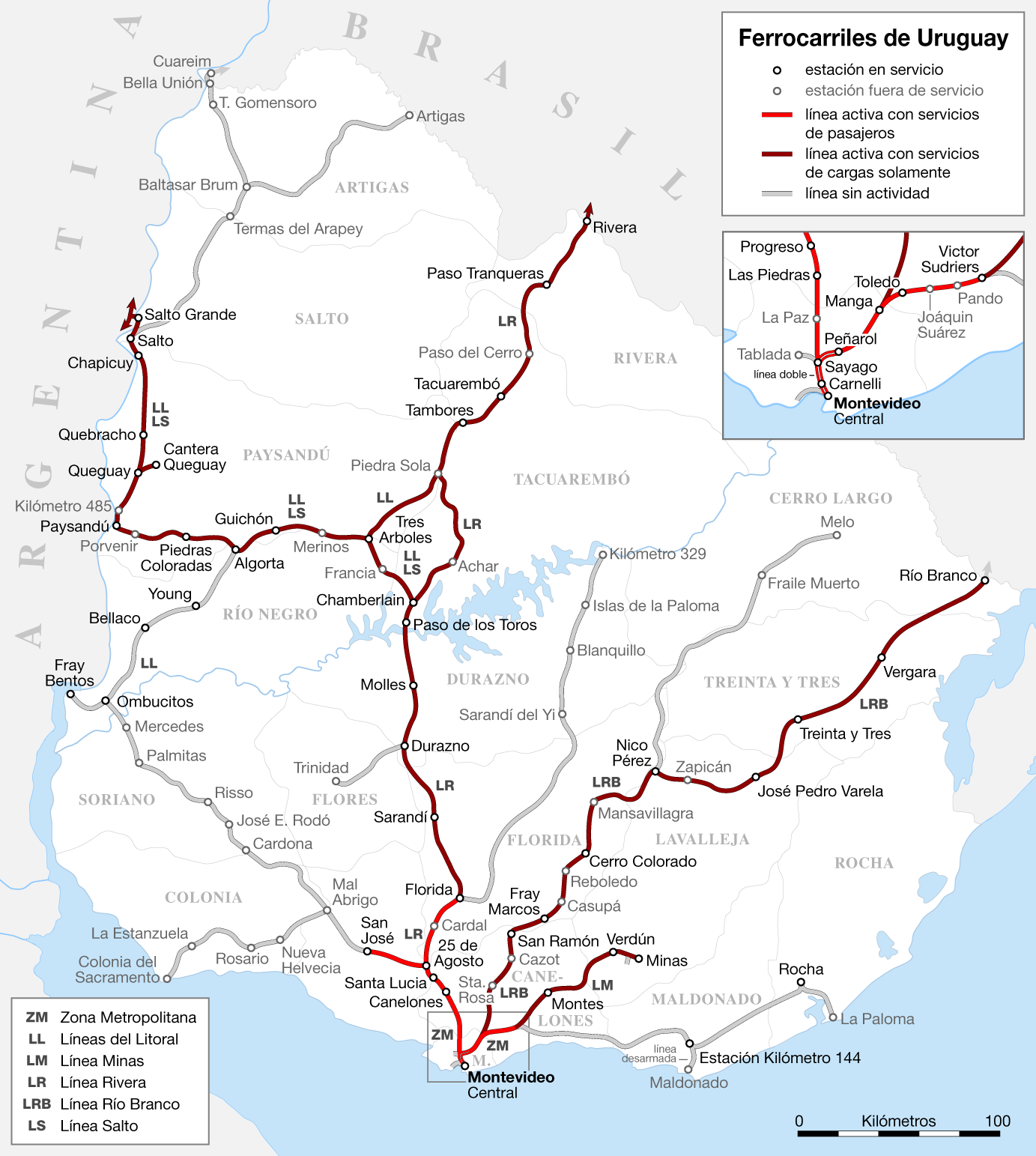

As ferrovias uruguaias contam com aproximadamente 2900 km de linhas, todas de tamanho 1435mm, tração diesel e solo de 11 km de vias duplas. A metade da rede está enclausurada, circulando apenas trens de carga nos ramais  Montevidéu-Rivera-Livramento, Piedra Sola-Tres Árboles, Sayago-Minas, Verdum-Planta ANCAP, Carnelli-La Teja, Chamberlain-Paysandú-Salto-Concordia e Algorta-Fray Bentos. Estão trabalhando na reabertura de 25 de Agosto-San José-Ombucitos, havendo sido reaberto o caminho até San José para os serviços de passageiros em Dezembro de 2006.
Os serviços de passageiros funcionam em três linhas suburbanas, partindo de Montevidéu até o Norte (Flórida, 109 km), Oeste (San José, 96 km consolidando os 63 da linha até 25 de agosto) e Noroeste (Ing. Víctor Sudriers, 44 km, compartilhando os primeiros 8 km com as outras duas). Desde 1º de março de 2003 os trens de passageiros partem e chegam em uma estação terminal a 500 metros ao norte da  Estación Central de Montevidéu, a qual permanece fechada desde então. Isto significou uma perda de mais de 100.000 passageiros para os serviços de trens.
A A.F.E. é a atual administradora da rede e a operadora dos trens. Está permitida a circulação de material rodante de outras empresas e instituições, e várias possuem seus próprios vagões e locomotivas (ANCAP, AUAR, CEFU, CUCP).

### Cifras de transporte por ferrovia

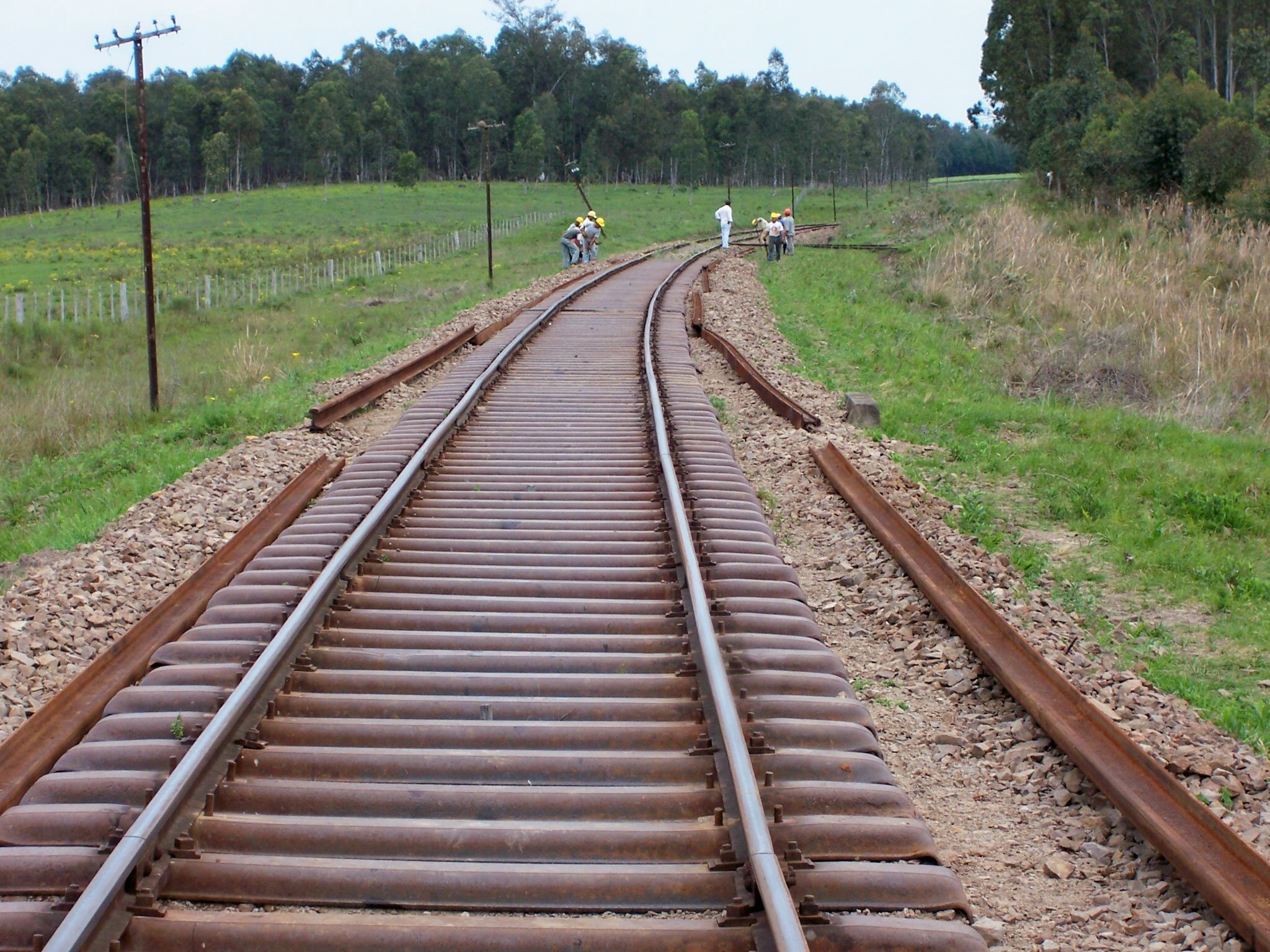
Trabalhos de renovação da via no km 442 da Línea Rivera.

| Ano  | Toneladas | Toneladas-kilómetro |
| ---- | --------- | ------------------- |
| 2000 | 1:321.338 | 238:686.674         |
| 2001 | 1:191.154 | 219:166.926         |
| 2002 | 822.745   | 178:135.295         |
| 2003 | 881.056   | 187:595.062         |
| 2004 | 1:220.046 | 296:546.835         |

| Ano  | Boletos vendidos e abonos |
| ---- | ------------------------- |
| 2000 | 277.073                   |
| 2001 | 244.427                   |
| 2002 | 383.339                   |
| 2003 | 547.550                   |
| 2004 | 464.449                   |
| 2005 | 532.747                   |
| 2006 | 695.607                   |

## Material motor

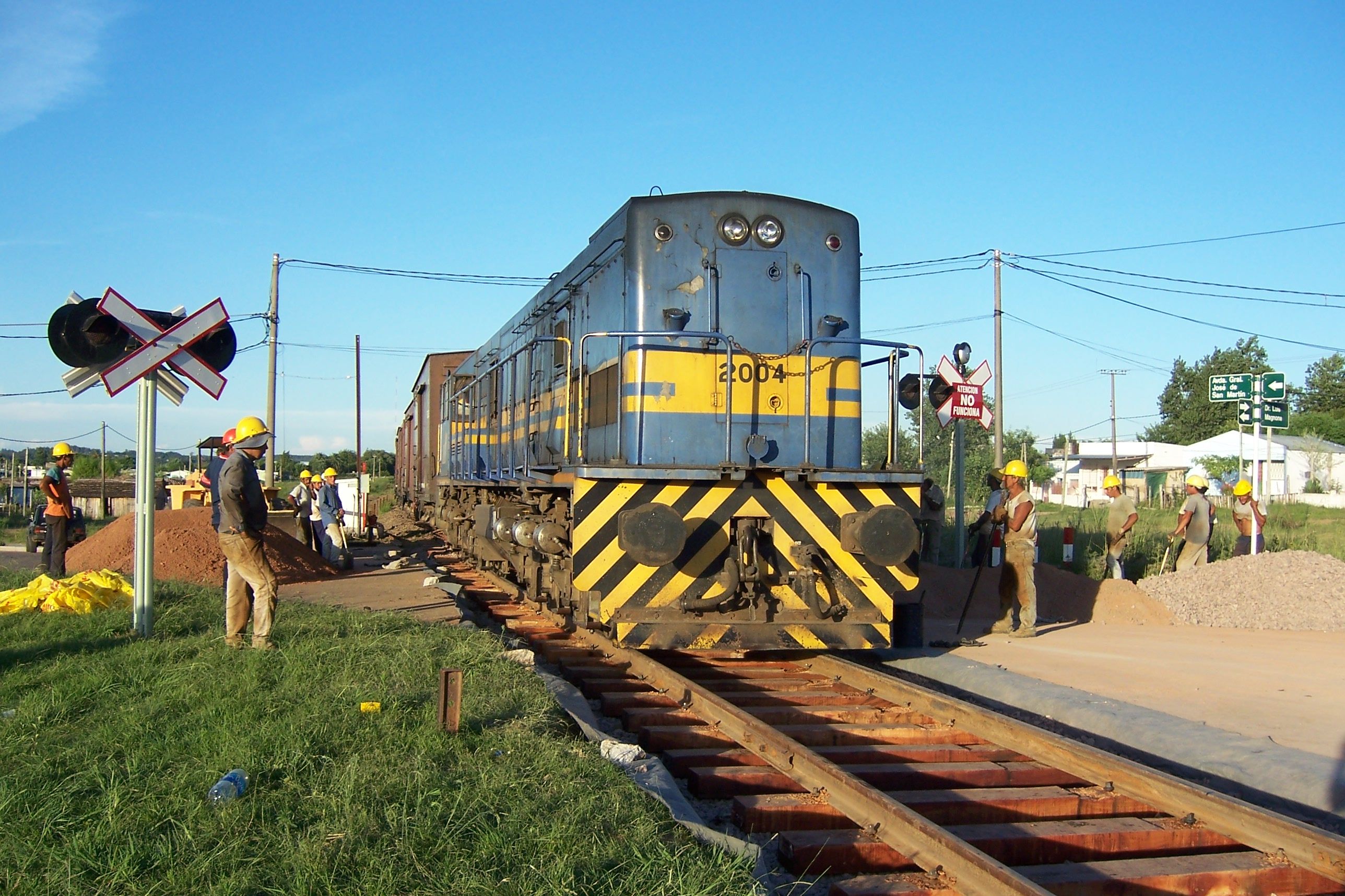
Locomotiva GE C-18

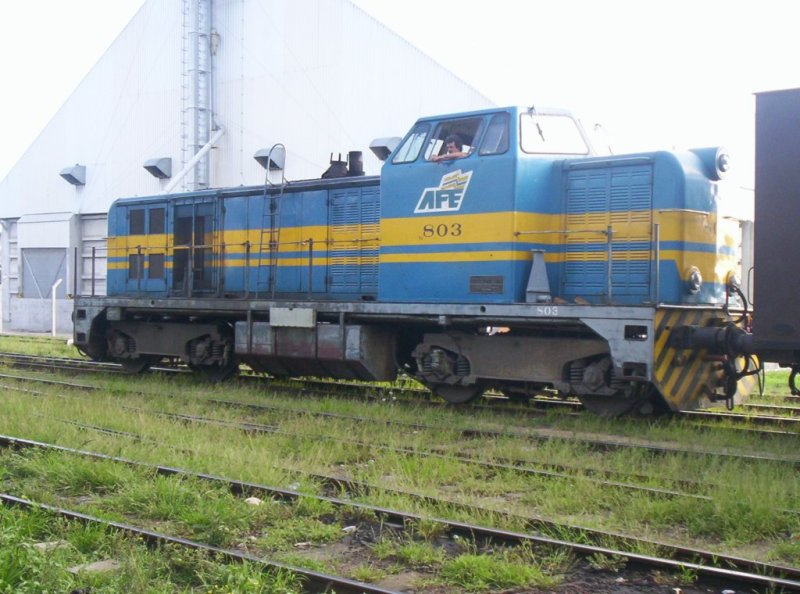
Locomotora Alsthom Nº803 manobrando na estação Lorenzo Carnelli

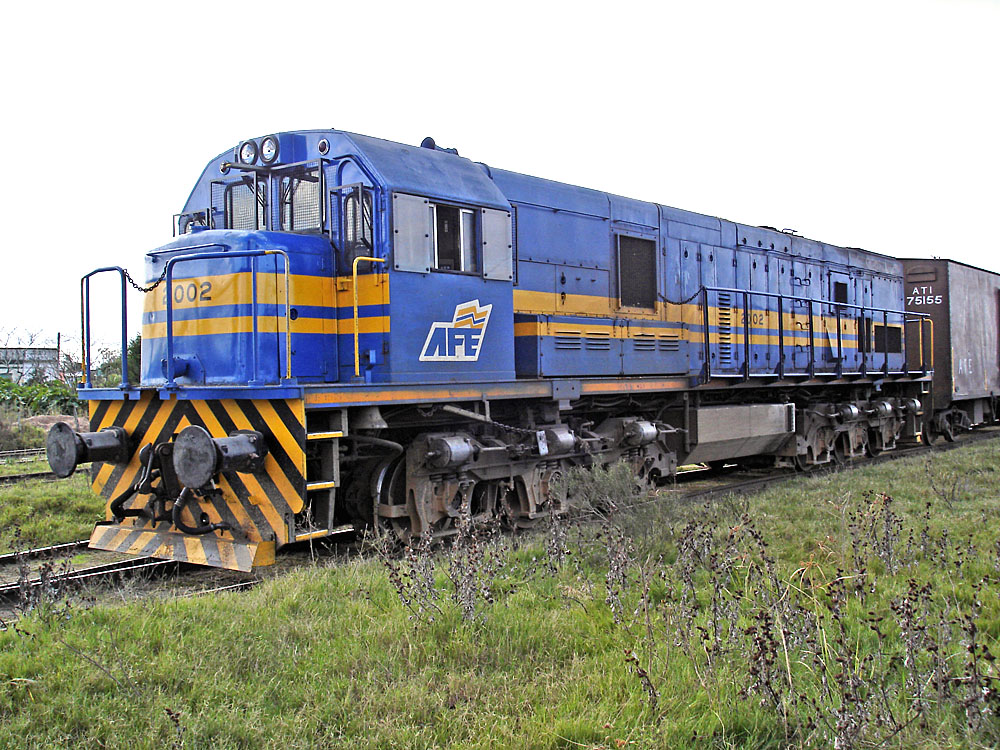
Locomotiva GE C18-7i #2002, da AFE Rio Branco - Uruguay

O parque ferroviário da A.F.E. está formado por:
- 10 locomotivas canadenses General Electric C-18-7i do ano 1993 e potencia 1800 HP, numeradas 2001 a 2010. Se encontram todas em serviço.

- 9 locomotivas General Electric - ALCO (conhecidas como "1500"), remanescente do total de 47 que chegaram em dois turnos (20 no ano de 1952, numeradas 1501 a 1520, e 27 em 1954, numeradas 1521 a 1547). O número de máquinas operativas é 5. As restantes estão esperando reparos e espera-se contar com 9 locomotivas em breve.
  - 1505: Em manutenção nas oficinas de Peñarol.
  - 1506: Em serviço.
  - 1515: Em serviço.
  - 1519: Em serviço.
  - 1525: Fora de serviço em Peñarol, esperando manutenção corretiva.
  - 1530: Em serviço.
  - 1539: Fora de serviço em Peñarol, esperando manutenção corretiva.
  - 1545: Em serviço.
  - 1547: Em manutenção nas oficinas de Peñarol.

- 19 locomotivas francesas Alsthom, de un total de 25 adquiridas no ano 1963. Entre os anos 1988 e 1991 quinze delas foram reconstruídas em Talleres Peñarol com novos motores, sendo seu estado o seguinte:
  - En serviço (reconstruídas): 801, 803, 805, 806, 809, 810, 811, 812, 813, 816, 817, 818, 819, 820, 824.
  - En serviço (originais): 802, 814, 822, 825.

- 15 trens diesel hidromecânicos de fabricação húngara Ganz Mávag. Se encontra em serviço uma unidade motriz e outras duas em reparação, sendo que ficam em atividade 15 trens completos de passageiros (unidade motriz mais dois carros, um de segunda classe e outro de primeira, além de seis carros de primeira classe para aumentar a capacidade e uma unidade mortiz de reserva) que chegaram entre 1977 e 1978. Este material, com muito pouco uso, foi desperdiçado por administrações ineficientes canibalizando máquinas para reparar outras e deixando os carros abandonados ao vandalismo, usando alguns para projetos comerciais (como o trem exposição do ano 1993, em que utilzaram 16 para seu uso comercial por empresas distintas). O estado das unidades motrizes éo seguinte:

- - Unidade motriz em serviço: 916
  - Unidades motrizes em reparação: 910 y 913.
  - Unidades motrizes em distinto estado de abandono, passíveis de ser restauradas: 901, 902, 903, 904, 907, 908, 909, 914, 915.
  - Unidades motrizes em mal estado: 905, 906, 911, 912.
- 4 carros motores "Brill" modelo 60, dos que chegaram em 21 entre os anos 1934 e 1937. Estão em funcionamento os numerados 121, 122, 123 e 127. Os demais foram desativados.
- 2 automotrizes alemãs VT 795, sobreviventes dos 28 carros e 28 acoplados de dois tipos diferentes que foram comprados usados das ferroviárias alemães entre 1980 e 1983, ficando em serviço os carros 155 e 162 junto aos acoplados 56 e 58.
- 6 máquinas de manobras de três tipos diferentes: General Electric 201 a 204, Nippon Sharyo 205, General Electric 409.
- 3 automotrizes Y1 recém-adquiridas da filial sueca da Veolia, que vão substituir os Brill e as VT 795.